# Чорний пояс (фільм)
Чорний пояс (англ. Blackbelt) — бойовик.

## Сюжет
Рок-співачка Шенна всерйоз побоюється за своє життя: хтось хоче чи то вбити її, чи то викрасти з не цілком ясними намірами. Артистка дзвонить колишньому поліцейському Джеку Діллону, справжньому експерту в питаннях самооборони без зброї, і наймає його своїм охоронцем. Джек Діллон з честю виконує прохання Шенни, залишивши за своєю спиною не один понівечений труп. З усіх видів одягу найкориснішим в житті іноді виявляється чорний пояс твого особистого охоронця.

## У ролях
- Дон «Дракон» Вілсон — Джек Діллон
- Дейрдре Імершен — Шенна
- Маттіас Хьюз — Джон Світ
- Річард Беймер — Едді Деанжело
- Алан Блюменфілд — Вілл Старгес
- Джек Форсініто — Боббі Мачадо
- Боб МакФарланд — Маллвей
- Хосе Гарсія — Коронер
- Мітчелл Боброу — Рене
- Віктор Мохіка — Еміль Золан
- Бред Хефтон — Френк Елліс
- Міа М. Руїс — повія
- Брук Рамел — Мей
- Мішель Денгерфілд — Лоейнн
- Майкл Раппоселлі — Балл
- Пол Ді Франко — Джон
- Кімберлі Лорд — мати Світа
- Сіней Махоні — репортер
- Чарльз Філіп Мур — Джеремі Фаррел
- Ахмад Різ — Джером
- Джон П. Менес — Діно
- Патрік Райт — бармен
- Ернест Сіммонс — найманець
- Тімоті Д. Бейкер — поганий боєць
- Пол Маслак — охоронець в готелі
- Мітчелл Велш — охоронець в готелі
- Кейт Вільям — охоронець в готелі
- Гарольд Хезелдайн — гангстер
- Хіро Кода — гангстер
- Ервін Вайллзон — гангстер
- Тароус Джегорі — студент карате Діллона
- Мішель Красну — студент карате Діллона
- Джеррі Бланк — найманець
- Йен Джеклін — найманець
- Стюарт Хескін — найманець
- Джон Коркоран — кілер
- Патрік Дж. Стетхем — кілер
- Моріс Тревіс — кілер
- Брендан Доусон — будівельник
- Гарнер Кларк — охоронець мафії
- Джим Граден — Dojo найманець
- Джон Граден — Dojo найманець
- Трой Еджборн — Dojo найманець
- Донні Хейр  — Dojo найманець
- Баррі Харрелл — найманець зі зброєю
- Френк Каталано — Various (в титрах не вказаний)